# Johan Herman Schützercrantz (1796-1860)
Johan Herman Schützercrantz, född 19 december 1796, död 13 juni 1860, var en svensk officer.
Schützercrantz utnämndes till löjtnant 1817, kapten 1822, major 1838 och slutligen överstelöjtnant 1855. Han var ståthållare på Stockholms slott 1847-1859. Schützercrantz invaldes som ledamot nummer 345 i Kungliga Musikaliska Akademien 24 januari 1856.